# Thrinchostoma macrognathum
Thrinchostoma macrognathum är en biart som först beskrevs av Heinrich Friese 1914.  Thrinchostoma macrognathum ingår i släktet Thrinchostoma och familjen vägbin. Inga underarter finns listade i Catalogue of Life.